# Lužná (kraj środkowoczeski)
Lužná – gmina w Czechach, w powiecie Rakovník, w kraju środkowoczeskim. Według danych z dnia 1 stycznia 2021 liczyła 1 919 mieszkańców.